# Васькины Нивы
Ва́ськины Ни́вы — деревня в Любанском городском поселении Тосненского района Ленинградской области.

## История
Впервые упоминается в Писцовой книге Водской пятины 1500 года как деревня Васкина Нива в Ильинском Тигодском погосте Новгородского уезда.
В переписи 1710 года в Ильинском Тигодском погосте записана деревня Васкина Нива, числящаяся за помещиком Секириным.

ВАСЬКИНЫ-НИВЫ — деревня при реке Чудле, Туханского сельского общества, прихода села Замостья.

Крестьянских дворов — 28, других сословий — 2. Строений — 87, в том числе жилых — 38.

Две мелочных лавки. Питейный дом.

Число жителей по семейным спискам 1879 г.: 49 м. п., 60 ж. п.; по приходским сведениям 1879 г.: 56 м. п., 76 ж. п. (1884 год)

В конце XIX — начале XX века деревня административно относилась к Пельгорской волости 1-го стана 1-го земского участка Новгородского уезда Новгородской губернии.

ВАСЬКИНЫ НИВЫ — деревня Тухонского сельского общества, дворов — 34, жилых домов — 34, число жителей: 82 м. п., 90 ж. п.

Занятия жителей — земледелие и отхожие промыслы. Хлебозапасный магазин. 2 мелочные лавки. (1907 год)

В 1917 году согласно военно-топографической карте Петроградской и Новгородской губерний деревня Васькины Нивы насчитывала 15 дворов.
С 1917 по 1927 год деревня называлась Васькина Нива и входила в состав Любанской волости Новгородского уезда Новгородской губернии.
С 1927 года в составе Замостьевского сельсовета Любанского района Ленинградской области.
С 1930 года в составе Любанского сельсовета Тосненского района.
По данным 1933 года деревня Васькины Нивы входила в состав Замостьевского сельсовета Тосненского района.
- План деревни Васькины Нивы. 1937 год

Согласно топографической карте 1937 года деревня насчитывала 53 крестьянских двора.
Деревня была освобождена от немецко-фашистских оккупантов 23 января 1944 года.
С 1954 года в составе Пельгорского сельсовета.
По данным 1966 и 1973 годов деревня также находилась в составе Пельгорского сельсовета.
По данным 1990 года деревня Васькины Нивы входила в состав Любанского сельсовета Тосненского района.
В 1997 году в деревне Васькины Нивы Любанской волости проживали 17 человек, в 2002 году — также 17 (русские — 94 %).
В 2007 году в деревне Васькины Нивы Любанского ГП — 4 человека.

## География
Деревня расположена в северо-восточной части района на автодороге 41А-004 (Павлово — Мга — Луга). 
Расстояние до административного центра поселения — 15 км.
Расстояние до ближайшей железнодорожной станции Любань — 18 км.
Деревня находится на правом берегу реки Чудля.

## Демография
| 2007 | 2010 | 2017 |
| ---- | ---- | ---- |
| 4    | ↗8   | →8   |

## Инфраструктура
- Водонапорная башня.
- Кладбище с церковью Покрова Пресвятой Богородицы в бывшей деревне Замостье (ныне урочище). Церковь построена в 1806 году на средства одного из владельцев селения Петра Васильевича Волкова вместо деревянной (известной с XVI века). В 1936 году пострадала — горела, и тогда же была закрыта. Здание перестроено под клуб, заброшено.

## Улицы
Центральная.